# José Daniel Carreño
José Daniel Carreño (Montevideo, 1º maggio 1963) è un allenatore di calcio ed ex calciatore uruguaiano, di ruolo attaccante, tecnico dell'Al-Wahda.

## Palmarès

### Giocatore

#### Competizioni nazionali
- Coppa Libertadores: 1

Nacional: 1988
- Coppa Intercontinentale: 1

Nacional: 1988
- Coppa Interamericana: 1

Nacional: 1988

### Allenatore

#### Competizioni nazionali
- Segunda División Profesional de Uruguay: 1

Montevideo Wanderers: 2000
- Liguilla Pre-Libertadores de América: 2

Montevideo Wanderers: 2001
Nacional: 2006-2007
- Campionato uruguaiano: 1

Nacional: 2002
- Campionato saudita: 1

Al-Nassr: 2013-2014